# Avinguda Carrilet (metropolitana di Barcellona)
L'Hospitalet-Av. Carrilet (FGC) o Avinguda Carrilet (Metro) è una stazione intermodale della metropolitana di Barcellona. Situata all'incrocio tra la Rambla Marina e la Avinguda Carrilet di Hospitalet de Llobregat è il punto di allacciamento di sei linee del Metro del Baix Llobregat (R-5, R-6, S-33, S-4 e S-8 e L8) con la linea 1.
Nel 1912 fu inaugurata la stazione della FGC che si trovava in superficie, però nel 1985 con il sotterramento della linea tra Sant Josep e Cornellà-Riera, fu inaugurata la nuova stazione sotterranea. La stazione della metropolitana invece, sotterranea da sempre, è perpendicolare alla stazione di FGC ed è stata inaugurata il 24 aprile 1987.